# Cnemojoppa rufipes
Cnemojoppa rufipes är en stekelart som först beskrevs av Cameron 1903.  Cnemojoppa rufipes ingår i släktet Cnemojoppa och familjen brokparasitsteklar. Inga underarter finns listade i Catalogue of Life.